# Maximilián Hudec
Maximilián Hudec, pomaďarštěně Maximilián Bán, (25. září 1836 Bzovík – listopad 1891? Padina (Vojvodina) Srbsko) byl slovenský evangelický kněz, učitel a hudební skladatel.

## Život
Narodil se 25. září 1836 v obci Bzovík v okrese Krupina v Banskobystrickém kraji na Slovensku. Stal se evangelickým knězem. Oženil se se sestrou evangelického kněze, básníka a spisovatele Michala Miloslava Hodži (1811–1870) a v roce 1862 u něj sloužil jako kaplan v Liptovském Mikuláši. Od roku 1870 působil jako profesor přírodních věd, geometrie a němčiny na Učitelském ústavu v Levicích. Byl nestálé povahy. Často měnil zaměstnání i názory. Národnostně se odrodil, pomaďarštil si i své jméno. V závěru života působil u slovenské menšiny v Srbsku, v obci Padina, kde se dodnes 99% obyvatel hlásí ke slovenské národnosti.

## Dílo
- Hurban Marš (klavír, vyšlo v příloze časopisu Sokol, 1862)
- Marína Kadrilla (klavír, Vídeň 1862)
- Komárňanská (zpěv a klavír)

V časopise Sokol vyšel i jeho teoretický článek Pieseň, nápev a osnova.